# Ariccia bij Rome
Ariccia bij Rome is een schilderij van de jong gestorven Russische kunstschilder Michail Lebedev, geschilderd in 1836, olieverf op doek, 54 x 44 centimeter groot. Het geldt als een van de bekendste werken uit de Russische romantiek. Het werk bevindt zich in de collectie van het Russisch Museum te Sint-Petersburg. In 2014 was het te zien op de expositie De romantische ziel. Schilderkunst uit de Nederlandse en Russische romantiek in het Teylers Museum te Haarlem.

## Context
Ariccia is een kleine stad nabij Rome, gelegen aan de Via Appia, tussen de meren van Albano en Nemi, deel uitmakend van de Castelli Romani. Haar belangrijkste architectonische handelsmerken dateren echter uit de zeventiende eeuw: de imposante barokke kathedraal Collegiata di Santa Maria Assunta en het Palazzo Cigi, beide ontworpen door Gian Lorenzo Bernini. Een bezoek aan Ariccia maakte in de negentiende eeuw deel uit van de zogenaamde "grande tour" die veel aristocraten uit Rusland en later de Verenigde Staten toentertijd door Zuid-Europa maakten. Ook veel schilders bezochten het plaatsje, dat rond 1835 amper 1000 inwoners telde. Lebedev bezocht het stadje in 1835 met een beurs van de Russische Academie voor Beeldende Kunsten, minder dan twee jaar voor zijn dood op 26-jarige leeftijd. Voor een noorderling, gewend aan mistige grijstonen en schrale landschappen, vormden de weelderige natuur van Italië, haar prachtige architectuur en de gewone mensen in heldere felgekleurde kleren, een hele nieuwe wereld. Lebedev raakte er klaarblijkelijk niet op uitgekeken. Het hier besproken werk is het eerste van meerdere nagenoeg identieke versies die hij van hetzelfde uitzicht maakte. Ook zijn enkele eerdere, ter plekke gemaakte studies bekend.

## Afbeelding
Lebedev schildert een uitzicht op Ariccia vanaf een heuvel aan haar zuidzijde. Op de voorgrond, over een bergpad langs een ravijn, loopt een eenvoudige Italiaanse vrouw met een spinstok, die al wandelend haar bezigheid continueert. Haar felrode rok weerspiegelt zich in de papavers bij haar voeten, accenten die uitspringen in het donkere groen van de begroeiing. Samen met de goudkleurige boomstronk rechts ervan trekken de bloemen bovendien een lage horizontale lijn. Het linkerdeel wordt gedomineerd en begrensd door een machtige oude eik, die de onvergankelijkheid van het tafereel onderstreept. De kroon van de imposante boom strekt zich uit over het bovendeel. Als het ware ingelijst door deze donkere begroeiing opent zich, als langs een coulisse, een uitzicht op de overwoekerde helling van het ravijn. Boven de woestheid van deze natuur torent, vol in het parelwitte licht, de majestueuze koepel van de kathedraal Santa Maria Assunta, met links ervan het paleis. Bomen en struiken omkaderen zo de ruimte en omsluiten het perspectief, dat diep in de verte verdwijnt. Bij de kijker ontstaat een gevoel van aanwezigheid.

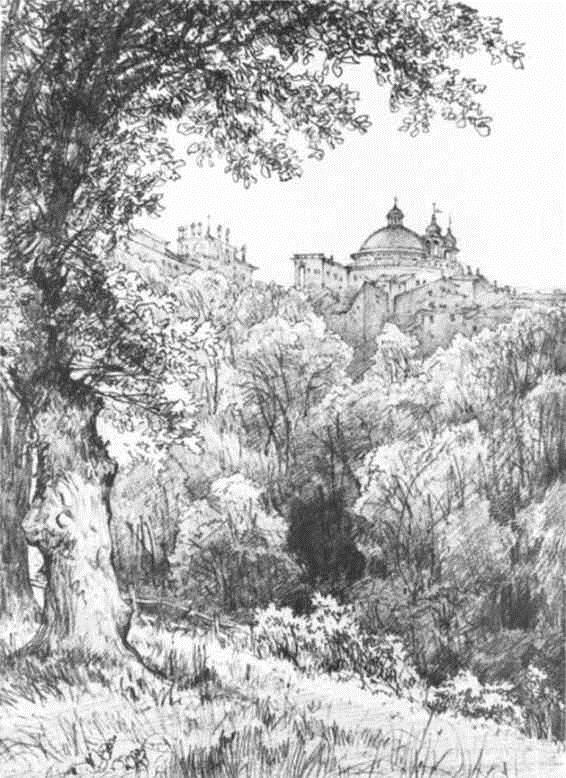
Studie uit 1835.

De compositie van het schilderij leunt zwaar op het contrast tussen licht en donker. Contrasten zijn ook zichtbaar in de dichtheid van de begroeiing, licht en schaduwwerking en de diepte van de kleuren, waarmee Lebedev voortdurend varieert. Het levert een romantisch tafereel op, waarin de gerichtheid op de imposante natuur, die het grootste deel van het schilderij domineert, gecombineerd wordt met een architectonisch element van de bouwwerken aan de horizon. Deze opzet leidt tot grote dieptewerking en plastische expressiviteit. De bijzondere aandacht voor details als de klaprozen geven het werk extra charme. De menselijke figuur links op de voorgrond zorgt tevens voor een verdeling van de aandacht over het gehele doek en verrijkt het daarmee ook thematisch.
Lebedev toont in dit werk een uitzonderlijk gevoel voor vorm en streefde naar een uitermate getrouwe, bijna tastbare weergave van de natuur. "Ik vind het zonde om in Italië (en eigenlijk overal!) niet te werken naar de natuur. Het biedt de mogelijkheid om een vergelijking te trekken met de waarheid", schreef hij in een brief naar huis.